# David Puig
Artikeln följer den spanska namnseden; faderns efternamn är Puig och moderns efternamn Currius.
David Puig Currius, född 7 december 2001 i La Garriga, är en spansk professionell golfspelare som spelar för Liv Golf och på Asian Tour.
Han har vunnit en Asian-vinst. Hans bästa resultat i majortävlingar är delad 39:e plats vid 2023 års US Open.
Innan Puig blev proffs studerade han på Arizona State University och spelade för deras idrottsförening Arizona State Sun Devils.